# Fancy Meeting You Here
Fancy Meeting You Here è un album in studio collaborativo dei cantanti e attori statunitensi Bing Crosby e Rosemary Clooney, pubblicato nel 1958.

## Tracce
Side 1
1. Fancy Meeting You Here – 2:31 (Sammy Cahn, Jimmy Van Heusen)
2. (I'd Like to Get You on a) Slow Boat to China – 2:40 (Frank Loesser)
3. I Can't Get Started – 3:50 (Vernon Duke, Ira Gershwin)
4. Hindustan – 2:53 (Oliver Wallace, Harold Weeks)
5. It Happened in Monterey – 2:44 (Billy Rose, Mabel Wayne)
6. You Came a Long Way from St. Louis – 3:07 (John Benson Brooks, Bob Russell)
7. Love Won't Let You Get Away – 2:03 (Sammy Cahn, Jimmy Van Heusen)

Side 2
1. How About You? – 3:14 (Burton Lane, Arthur Freed)
2. Brazil – 3:31 (Ary Barroso, Bob Russell)
3. Isle of Capri – 2:40 (Will Grosz, Jimmy Kennedy)
4. Say 'Si Si' (Para Vigo Me Voy) – 2:22 (Ernesto Lecuona, Francia Luban, Al Stillman)
5. Calcutta – 2:55 (Ray Evans, Jay Livingston)
6. Love Won't Let You Get Away (reprise) – 3:41 (Sammy Cahn, Jimmy Van Heusen)